# 兼性二足行走动物
兼性二足行走动物是指通常是四足步行但也能双足步行的動物。 冕狐猴屬動物、狒狒屬動物、长臂猿、大猩猩、倭黑猩猩和黑猩猩都是兼性二足行走动物。這些動物在遇到一些特殊的情況時會選擇双足步行。例如在灵长目动物中，當它們要采集食物以及运输時就會選擇双足步行。 